# Tabanus galloisi
Tabanus galloisi är en tvåvingeart som beskrevs av Hiromichi Kono och Takahasi 1939. Tabanus galloisi ingår i släktet Tabanus och familjen bromsar. Inga underarter finns listade i Catalogue of Life.